# 商起
商起（18世紀？—？），浙江紹興府會稽縣人，清朝政治人物，同進士出身。
乾隆五十八年（1793年），登進士，授德平縣知縣。